# Arthur Shelby Jr.
Arthur Shelby Jr. je fiktivní postava v britském televizním dobovém kriminálním seriálu Gangy z Birminghamu, který vytvořil Steven Knight. Arthur Shelby Jr., kterého hraje Paul Anderson, je starším bratrem hlavního hrdiny Thomase Shelbyho. Arthur je členem gangu Peaky Blinders a zástupcem viceprezidenta Shelby Company Limited.
Bylo potvrzeno, že v nadcházejícím filmu Peaky Blinders postavu bude hrát opět Paul Anderson.

## Casting
V rozhovoru pro Den of Geek v roce 2017 Paul Anderson sdělil, že chtěl původně hrát roli Tommyho Shelbyho, ale místo toho mu byla nabídnuta role Arthura. K roli ho prý přitáhl scénář a zároveň se mu líbí hrát temnou postavu s chybami a násilnickými sklony. Hraní Arthura si užívá, protože „není jednotvárný – je tvrdý a dokáže být násilný a brutální, ale není jen to. Má v sobě neustále takový vnitřní neklid.“ Dále popsal, že role Arthura má velký rozsah, což mu umožňuje hrát různé vrstvy postavy.

## Život před dějem seriálu

### Raný život
Arthur Shelby Jr. se narodil do irské kočovné romské rodiny. Když Arthur vyrůstal, často zápasil se svými sourozenci a byl znám jako nejsilnější. Jednou však nechal mladšího bratraTommyho vyhrát, aby mu dodal sebevědomí.

### První světová válka
Zkušenosti z první světové války a bitvy na Sommě Arthurovi zásadně změnily osobnost.
Během války ve Francii byli Arthur a jeho bratr Thomas sapéry. Kopali velmi zrádné tunely pod nepřátelskými pozicemi, aby pod ně mohli umístit velké množství výbušnin. Tato taktika byla několikrát použita jak v bitvě u Verdunu, tak v bitvě na Sommě.
Předpokládá se, že mohl sloužit také v Gallipoli, kvůli své nenávisti k Turkům a zápachu stojaté vody.